# Kalianget Barat
Kalianget Barat is een plaats (kelurahan) in het onderdistrict (kecamatan) Kalianget van het regentschap Sumenep van de provincie Oost-Java, Indonesië. Kalianget Barat telt 8.799 inwoners (volkstelling 2010).